# 분노의 질주: 더 세븐 (사운드트랙)
Furious 7: Original Motion Picture Soundtrack은 2015년 공개된 영화 《분노의 질주: 더 세븐》의 사운드트랙 음반이다. 아이튠즈에서 디지털 다운로드 및 CD 형태로 2015년 3월 27년 공개되었다.

## 트랙리스트
1. "Ride Out" (키드 잉크, 타이가, 왈레, YG, 리치 호미 콴) — 3:32
2. "Off-Set" (T.I., 영 서그) — 3:13
3. "How Bad Do You Want It (Oh Yeah)" (세빈 스트리터) — 3:44
4. "Get Low" (딜런 프랜시스, DJ 스네이크) — 3:33
5. "Go Hard or Go Home" (위즈 칼리파, 이기 아젤리아) — 3:52
6. "My Angel" (프린스 로이스) — 3:10
7. "See You Again" (위즈 칼리파, 찰리 푸스) — 3:49
8. "Payback" (주시 J, 케빈 게이츠, 퓨처, 세이즈 더 저미니) — 3:58
9. "Blast Off" (데이비드 게타, 카즈 제임스) — 3:08
10. "Six Days (Remix)" (DJ 섀도, 모스 데프) — 3:52
11. "Ay Vamos" (J 발빈, 프렌치 몬타나, 니키 잼) — 4:55
12. ""G.D.F.R. (Noodles Remix)" (플로 리다, 세이즈 더 저미니, 루커스) — 4:23
13. "Turn Down for What" (DJ 스네이크, 릴 존) — 3:34
14. "Meneo" (피토 블랭코) — 3:44
15. "I Will Return" (스카일러 그레이) — 3:56
16. "Whip" (페이머스 투 모스트) — 3:41 (보너스 트랙)